# Греки в Грузии

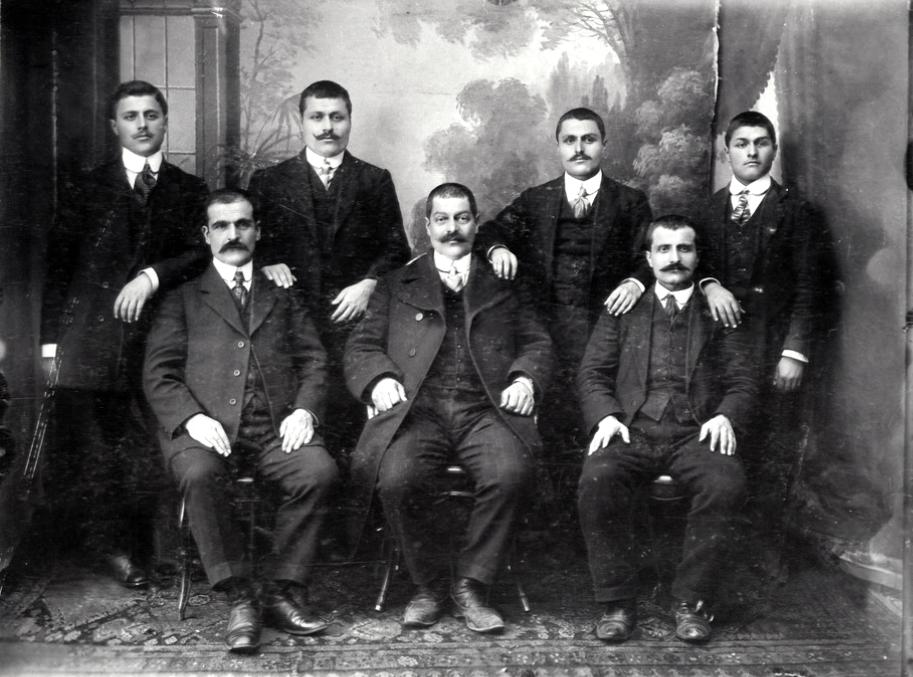
Понтийцы в Батуми

Греческая диаспора в Грузии (груз. ბერძნები საქართველოში, греч. Έλληνες στη Γεωργία), которую в академических кругах часто считают частью более широкого исторического сообщества понтийских греков или — более конкретно в этом регионе — кавказских греков, насчитывает, по оценкам, от 15 000—20 000 до 100 000 человек (15 166 по последней переписи населения) по сравнению с примерно 100 000 в 1989 году. Диаспора сократилась из-за большой волны репатриации в Грецию, а также эмиграции в Россию, в частности, Ставропольский край. Община создала Союз греков в Грузии, есть Культурный центр и газета «Греческая диаспора». Большинство греческого населения сосредоточено в восточных и приморских регионах Грузии.
Понтийские греки сохранили свой язык, но многие из живущих в Грузии понтийцев перешли в ислам; цалкийцы же, напротив, остались православными, но их язык является диалектом турецкого.

## История

### Античность и средневековье

Греки в VI веке до н. э.

Присутствие греков в Грузии, особенно в её западной части (древняя Колхида), засвидетельствовано в VII веке до нашей эры как часть древнегреческой диаспоры и традиционно было сосредоточено на черноморском побережье. Греки называются «бердзени» (ბერძენი) на грузинском. Это уникальный экзоним, произошедший от грузинского слова «мудрый», что связано с представлением о том, что философия зародилась в Греции. Средневековые грузины обычно называли этим название византийцев.
Греческих художников, ремесленников и православных священнослужителей часто можно было увидеть в средневековой Грузии. Также была высокая степень смешанных браков между дворянскими семьями, и несколько грузинских аристократических домов, таких как Андроникашвили, имели понтийское греческое происхождение.

### Османы
Гораздо более значительным для увеличения греческого присутствия в Грузии было поселение там понтийских греков и греков Восточной Анатолии. Крупномасштабное поселение понтийских греков в Грузии последовало за османским завоеванием Трапезундской империи в 1461 году, когда греческие беженцы из восточных прибрежных районов Понтийских гор мигрировали в Грузию. Позже они самоназвались как кавказские греки. Эти понтийские греки и их потомки, поселившиеся в Средневековой Грузии, часто вступали в брак со своими собратьями — православными грузинами, местными армянами и осетинами, а также с более поздними волнами греческих беженцев и русских поселенцев после присоединения Грузии к Российской империи в 1801 году. Однако трудно проверить количество всех таких волн понтийских греков из Причерноморья. Регион Альп до Грузии и Южный Кавказ в целом между примерно 1520 и 1800 годами, что, по словам Энтони Брайера, является наиболее тёмным периодом в истории Понта и понтийских греков из-за нехватки современных греческих и османских источников по теме.

### СССР

Этнолингвистические группы в Кавказском регионе

Осенью 1918 года премьер-министр Греции Э. Венизелос отправил в Грузию полковника Полемархакиса и писателя Казандзакиса с задачей «вызволить местное греческое население из-под влияния большевиков»:362.  В 1919 году Казандзакис как генеральный директор министерства социального обеспечения способствовал репатриации части понтийских греков с Кавказа на родину.
В 1942, 1944 и 1949 годах греки советского Черноморского побережья (Краснодарского края и Абхазии — где большинство из них проживало компактно), Кавказа и Закавказья, а также Крыма были высланы в Сибирь и казахстанские степи. 
В 1956 году многие из живых вернулись обратно.
В 1980-е и 1990-е годы наблюдалась тенденция к репатриации в Грецию (особенно из стран Закавказья).